# Caloplaca yorkensis
Caloplaca yorkensis é uma espécie de líquen da família Teloschistaceae. Foi descrito cientificamente em 2011.